# Warner Channel
Warner Channel (conocido como Warner y abreviado originalmente como WBTV o The Warner Channel) es un canal de televisión por suscripción latinoamericano de origen estadounidense operado por Warner Bros. Discovery Latin America, empresa filial perteneciente a Warner Bros. Discovery. Se unió al Consejo Latinoamericano de Publicidad en Multicanales (LAMAC) en 2004. Está centrado en emisión de series, comedia, películas y entretenimiento.

## Historia
El canal fue lanzado al aire por HBO Latin America Group y Warner Bros. Entertainment como The Warner Channel el 30 de septiembre de 1995 en América Latina y el 4 de febrero de 1996 en Brasil, como un canal de entretenimiento familiar, con programas de diferentes géneros incluyendo series animados como los Looney Tunes de Bugs Bunny, El Pato Lucas, Silvestre y Correcaminos, al igual que películas y series tanto nuevas como clásicas emitiéndose en Cartoon Network. En 1998, debuta el bloque infantil Kids'WB.
En octubre del 2000, el canal decide cambiar el objetivo de su programación y poco a poco comienzan a retirar los contenidos clásicos. Las animaciones también se ven afectadas, se reducen y quedan exclusivamente en las mañanas dentro del bloque Warner Kids (en reemplazo del bloque Kids'WB). En octubre de 2005, Warner Kids desaparece y la programación del canal comenzó a constituirse solamente por películas, series actuales y algunas pocas comedias clásicas de mucho éxito como Tres por Tres, El Príncipe del rap y Paso a Paso, que años más tarde también desaparecieron de la programación.
En 2004, el canal realizó un concurso para los compositores peruanos de temas basados en las series de televisión, que obtuvo como premio una estadía en Hollywood.
En 2005, consiguió cuatro premios Promax & BDA World Gold Award, uno de plata y tres de bronce por el material publicitario del canal.
En septiembre de 2010, Warner HD se lanzó de manera oficial en Brasil. Introdujeron un nuevo logotipo en pantalla para dicha señal en alta definición (HD o HDTV) del canal.
Actualmente, Warner se dedica solo a transmitir series actuales, algunas películas y eventos especiales en vivo. Cuando una serie culmina, generalmente, es eliminada de la programación (en algunos casos movida a otro canal), por lo que el canal es un punto de fuertes críticas ya que esto genera la constante repetición de los mismos programas, mientras que otras series no se ven desde hace muchos años en la pantalla. La mayoría de las series transmitidas son producciones de Warner Bros. Television, siendo originarias de las cadenas The CW, CBS, NBC o ABC.
El 1 de noviembre de 2015, Warner cambió su estilo de programación. Los programas en inglés con subtítulos pasaron a doblarse al español y la opción SAP para el inglés. Dichos cambios han sido fuente de críticas negativas para los fanáticos de las series del idioma original y algunas positivas de gente que apoya al doblaje.
La cadena cuenta con diferentes señales en México, Venezuela, Colombia, Brasil, Ecuador, Chile y Argentina, aunque también tiene oficinas comerciales en Miami y Atlanta.
Actualmente las operaciones, la publicidad y marketing del canal son manejadas, operadas y Distribuidas por Warner Bros. Discovery Latin America.
Desde el 2 de mayo de 2020 hasta el 8 de noviembre de 2021, Warner transmitió el bloque Adult Swim para toda Latinoamérica.
Desde el 11 de abril de 2022 hasta el 31 de diciembre del 2024, Warner transmitió el bloque "Wanimé" para toda Latinoamérica.
El 20 de enero de 2023, el canal pasó a ser operado y distribuido directamente por Warner Bros. Discovery, luego de que desde 2011 hasta 2022, lo estuviera distribuyendo anteriormente por HBO Latin America Group (actualmente Ole Distribution).